# Dick Couvée (predikant)
Dirk Jacobus (Dick) Couvée (Roodeschool 20 juli 1954) was van 2008 tot 2020 predikant-directeur van de Pauluskerk in Rotterdam. Hij verzette zich tijdens zijn predikantschap actief tegen onder meer het overheidsbeleid jegens uitgeprocedeerde immigranten en andere kwetsbaren in de samenleving en pleitte in 2012 voor bed, bad en brood als minimaal bestaansrecht voor ongedocumenteerde vluchtelingen. Hij kreeg in 2020 de 10e Lof der Zotheidspeld toegekend door het Comité Erasmus.

## Loopbaan
Couvée bracht zijn middelbareschooltijd door op het Christelijk Lyceum Zandvliet in Den Haag waarna hij Volkenrecht (internationaal recht) studeerde aan de Universiteit Leiden met een specialisatie in mensenrechten. In zijn twintiger jaren ging hij aan de slag bij het Ministerie van Verkeer en Waterstaat waar hij via verschillende functies uiteindelijk opklom tot projectdirecteur. Naast zijn werk begon hij aan de studie Theologie aan de Universiteit Leiden. Hij studeerde af in 1998 en werd predikant in Barendrecht. In 2003 stapte Couvée over als predikant naar de Nederlandse Protestantse Gemeenschap Luxemburg. In augustus 2008 volgde hij dominee Hans Visser op als predikant-directeur van de Pauluskerk in Rotterdam.
Op 13 november 2020 neemt Dick Couvée afscheid als predikant-directeur van de Rotterdamse Pauluskerk en gaat hij met emeritaat. Het Comité Erasmus heeft Couvée de 10e lof der Zotheidspeld toegekend voor zijn uitzonderlijke dienst aan de samenleving. Ranfar Kouwijzer volgt hem op als predikant-directeur van de Pauluskerk.
Couvée is getrouwd met Annelie Couvée en woont in Schiedam. Samen hebben ze vier kinderen en twee kleinkinderen.

## Levensloop
Geloof vormde een belangrijk element binnen het gereformeerde predikantengezin waarin Couvée opgroeide. Met één broer en twee zussen was hij het oudste kind in het gezin. Drie generaties binnen de mannelijke familielijn van Couvée hadden zich al gewijd aan het ambt van predikant waardoor hem een diaconale levensbeschouwing op jonge leeftijd met de paplepel werd ingegoten. Couvée bracht zijn jeugd achtereenvolgens door in Roodeschool, Velp, Schiedam en Voorburg waar zijn vader als predikant werkte en zijn moeder als domineesvrouw. In Voorburg was Dick actief binnen het gereformeerd jeugdwerk. Zo nu en dan nam hij ’s avonds daklozen van straat mee naar huis en bood hen een plek om te overnachten. Zijn ouders maakten daar nooit een probleem van en ontvingen hen zelfs gastvrij.
Couvée had in zijn studentenjaren nog geen ambitie om predikant te worden. Hij koos voor een studie Volkenrecht en ging daarna aan de slag als onder meer jurist, leidinggevende en projectleider bij het toenmalige ministerie van Verkeer en Waterstaat. Hier kreeg hij te maken met de verzelfstandiging van de Nederlandse Spoorwegen. Naast zijn werk op het ministerie was Couvée ook maatschappelijk actief als secretaris van gezamenlijke diaconieën voor de gemeente Leiden.
Tijdens zijn werk bij het ministerie van Verkeer en Waterstaat besloot Couvée alsnog te starten met de studie Theologie, wederom aan de Universiteit Leiden. Maar de jarenlange combinatie van een forse studielast bovenop een verantwoordelijke baan eiste zijn tol. Tijdens het afronden van een groot overheidsproject - hij had het kerkelijk examen nét achter de rug - werd hij ziek. Wat eerst leek op een griepje, bleek extreme oververmoeidheid (burn-out). Hoewel Couvée later toegaf dat hij in deze periode even de weg kwijt was, gaf zijn geloof juist in deze uitzichtloze periode een nieuwe invulling aan zijn leven. God liet hem niet in de steek, zo verklaarde hij later zelf.
In 1998 legde Couvée zijn functie bij het ministerie van Verkeer en Waterstaat neer en werd hij gemeentepredikant bij de Gereformeerde Kerk in Barendrecht. Hier was hij onder andere betrokken bij de bouw van een nieuwe kerk in Carnisselande. Ruim vier jaar later vertrok hij naar de Nederlandse Protestantse Gemeenschap Luxemburg om daar dezelfde functie te bekleden. In deze gemeenschap was Couvée tevens actief op de Europese school als godsdienstleraar. In augustus 2008 volgde Couvée voormalig predikant Hans Visser op als directeur van de Pauluskerk. Vanuit zijn woonplaats Schiedam fietste hij dagelijks naar de Pauluskerk in hartje Rotterdam.
In 2014 kreeg Couvée te maken met ingrijpende gezondheidsproblemen. Een hartinfarct zorgde ervoor dat hij anders naar zichzelf en anderen ging kijken. Het maakte hem naar eigen zeggen empathischer, en bovenal milder voor zichzelf.
In de zomer van 2020 maakte de Pauluskerk bekend dat Dick Couvée zijn functie als predikant-directeur in november neerlegt en met emeritaat zal gaan.

## Predikant van de Pauluskerk
Als predikant-directeur van de Pauluskerk in Rotterdam stond Couvée erom bekend dat hij zijn kerk altijd openstelt voor iedereen die hulp nodig heeft. Met name voor mensen die door overheid en samenleving niet of onvoldoende geholpen worden. ‘Wij helpen waar geen helper is’, in de woorden van de Pauluskerk. Couvée wijdde zich daarnaast ook aan het mobiliseren van maatschappelijk verzet tegen overheidsbeleid met betrekking tot ongedocumenteerde vluchtelingen, daklozen en andere kwetsbaren in de samenleving. Zo pleitte hij onder meer voor 'bed, bad en brood' als minimaal bestaansrecht voor ongedocumenteerde vluchtelingen.
Dick Couvée was niet de eerste predikant-directeur die namens de Pauluskerk in actie kwam om mensen in nood een helpende hand te bieden, en zich te verzetten tegen sociaal onrecht. Zo verwierf zijn voorganger Hans Visser in de jaren 1980 en ‘90 landelijke bekendheid door drugs te verstrekken aan drugsverslaafden op Perron Nul. Na de sluiting daarvan in 1994 op last van burgemeester Bram Peper verplaatste de opvang van drugsverslaafden zich onder leiding van Visser tijdelijk naar de Pauluskerk.
Een belangrijke verdienste van Couvée is dat de Pauluskerk tijdens zijn predikantschap als kerkgemeenschap weer nieuw leven werd ingeblazen. Bij zijn aantreden als directeur in 2008 was van de Pauluskerk als organisatie niet veel meer over. Hij moest van vooraf aan beginnen, en heeft door de jaren heen een scala aan barmhartige hulpverleningsactiviteiten opgezet. Daarnaast verlegde hij de aandacht van drugsverslaafden naar alle groepen mensen in de stad die hulp nodig hebben, zoals daklozen, mensen met psychische problematiek, mensen met schulden en mensen in armoede. Daarbij zocht hij steeds nadrukkelijk de verbinding met de stad. Zo was Couvée onder meer betrokken bij de oprichting van de stichting Warm Rotterdam, waarbinnen een groep burgers zich actief inzet voor hulpverstrekking aan mensen in armoede. Zo nam de stichting een initiatief van de Pauluskerk over om een keurmerk ‘sociaal incasseren’ te ontwikkelen. Daarnaast probeerde Warm Rotterdam in 2019 meer aandacht te krijgen voor armoede in de stad door de gemeenteraadsleden uit te nodigen om een week lang van 50 euro te leven. Met deze '50 Euro Challenge' hoopte de stichting het bewustzijn voor dit probleem te vergroten.

## Invloed en maatschappelijke kritiek
Al vanaf zijn jeugd en in het bijzonder tijdens zijn predikantschap bij de Pauluskerk zette Dick Couvée zich in voor de minderbedeelden in de Nederlandse samenleving. Daarbij werd hij gedreven door compassie, maar ook door een sterk gevoel voor rechtvaardigheid.
Tijdens zijn periode als predikant-directeur bij de Pauluskerk waren uitgeprocedeerde asielzoekers een veelbesproken onderwerp in de Nederlandse politiek. Couvée verzette zich openlijk tegen beleidsvorming vanuit de overheid die deze mensen in zijn optiek veroordeelt tot een leven op straat, wat in het verleden zelfs regelmatig resulteerde in opsluiting. Voor mensen uit deze kwetsbare groep die niet de mogelijkheid hebben om Nederland te verlaten, pleitte Couvée in 2012 ervoor dat de overheid hen voorziet van 'bed, bad, brood' als een minimum van bestaan. Ook protesteerde hij in 2011 tegen het overheidsbeleid ten aanzien van de opvang van daklozen door een opblaaskerk op de Westersingel te plaatsen. Hier werden daklozen zonder verblijfspapieren in een tent opgevangen om de nacht door te brengen.
In 2014 publiceerde NRC Handelsblad een betoog van Couvée waarin hij in scherpe bewoordingen zijn visie uiteenzette op het neoliberalisme: “Ons rotsvaste geloof in de vrije markt is sterker dan solidariteit, menselijke waardigheid en tolerantie.” Het stuk werd integraal gepubliceerd door meerdere media, leidde tot interviews en maatschappelijke discussie en de term ‘wegkijkstaat’ werd door Van Dale genomineerd voor woord van het jaar.
Tijdens de winter van begin 2020 uitte Couvée openlijk zijn onvrede over de winterregeling voor daklozen in de grote steden. Hierbij pleitte hij voor extra opvang voor iedereen die anders in de koude maanden op straat moest slapen. De overheid handelde volgens Couvée niet adequaat genoeg waardoor er te weinig bedden beschikbaar waren tijdens de nachten waarop het vroor. De nalatigheid veroorzaakte onzekerheid en deed Couvée besluiten om het heft in eigen handen te nemen door zelf opvang aan te bieden. Dat leidde weer tot zorgen bij de Rotterdamse zorgwethouder Sven de Langen met betrekking tot een grotere toeloop aan EU-migranten. Maar de Pauluskerk werd uiteindelijk niet in de weg gezeten door de gemeente.
In het voorjaar van 2020 nam Couvée initiatief voor het ‘onthamsteren’: een actie, waarbij hij Rotterdammers opriep om overbodig ingeslagen (gehamsterde) levensmiddelen te doneren aan de allerarmsten in de stad.  
Met zijn maatschappelijke actie en kritiek op het overheidsbeleid heeft Couvée aanwijsbare invloed gehad op het overheidsbeleid. Zo hebben ongedocumenteerde vluchtelingen mede door inzet van de Pauluskerk een stem gekregen in Rotterdam. De eigen bed-bad-broodregeling (BBB) van de gemeente Rotterdam kwam er mede door de oproep van Couvée in 2012.

## Onderscheidingen
Op 27 oktober 2020 maakte het Comité Erasmus bekend dat de 10e lof der Zotheidspeld zal worden uitgereikt aan Dick Couvée voor zijn uitzonderlijke prestaties van sociale dienstverlening. De speld wordt jaarlijks uitgereikt aan een Rotterdammer die zich heeft ingezet voor de samenleving. “Het werk van Dick Couvée wordt gekenmerkt door een uitzonderlijke combinatie van barmhartigheid en waardigheid,” aldus het Comité Erasmus. De uitreiking vindt gewoonlijk ieder jaar plaats op 28 oktober, de geboortedag van Erasmus. In verband met de maatregelen als gevolg van de coronapandemie zal de uitreiking later plaatsvinden.
In 2014 haalde Couvée de shortlist voor de verkiezing van Theoloog des Vaderlands.